# Goniobranchus splendidus
Goniobranchus splendidus is een slakkensoort uit de familie van de Chromodorididae. De wetenschappelijke naam van de soort is voor het eerst geldig gepubliceerd in 1864 door Angas.
Deze slak leeft in het westen van de Grote Oceaan, in de buurt van Australië (Queensland). De slak is wit gekleurd, met roze-rode tot paarse vlekken en een gele rand. Ze wordt, als ze volwassen is, zo'n 5 cm lang.